# Jean-François-Julien Mesnager
Pour les articles homonymes, voir Mesnager.
Jean-François-Julien Mesnager est un architecte français, né le 24 mars 1783 à Paris, mort le 9 août 1864.

## Biographie
Élève de Vaudoyer et de Delagardette à l'école des Beaux-Arts, il remporte le Grand prix de Rome le 7 juillet 1800, ex-aequo avec Simon Vallot. Il est pensionnaire à Rome du 23 juillet 1805 au 23 juillet 1810, il travaille à la restauration du temple d'Antonin et Faustine. De retour en France, il est nommé  inspecteur puis commissaire voyer. En 1832, il devient architecte en chef de la quatrième section des travaux de la ville de Paris, il occupe ce poste jusqu'en 1859.
À son décès, il était architecte des prisons du département de la Seine.
Il participe à la restauration de la Place des Vosges, à Paris, et il réalise le piédestal de la statue de Louis XIII sur cette même place. En 1829 il réalise également que les fontaines qui ornent la place.
Il est nommé chevalier de la Légion d'honneur en 1838.

## Œuvres
- Marché au charbon de bois de la Roquette (disparu),
- Marché au fourrage de la rue Lafayette (détruit en 1845 lors de la construction de la Gare du Nord[2]),
- Travaux au grenier d'abondance (incendié en 1871),
- Agrandissement de la morgue du Marché Neuf,
- Travaux au dépôt de mendicité de Villers-Cotterêts,
- Travaux à la maison de répression de Saint-Denis (1853-1854)